# Сегнер (лунный кратер)
Кратер Сегнер (лат. Segner) — крупный древний ударный кратер в южном полушарии видимой стороны Луны. Название присвоено в честь немецкого механика, математика и медика Иоганна Андреаса фон Зегнера (1704—1777) и утверждено Международным астрономическим союзом в 1935 г. Образование кратера относится к донектарскому периоду.

## Описание кратера

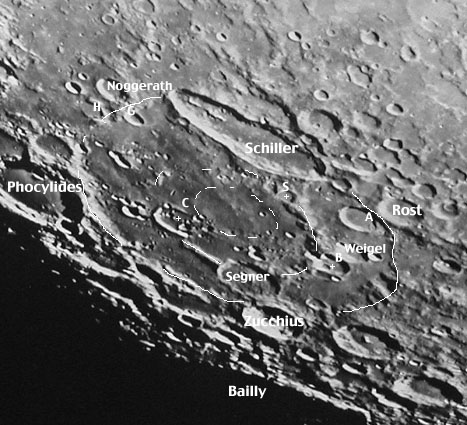
Окрестности кратера Сегнер. Снимок зонда Lunar Orbiter - III.

Ближайшими соседями кратера являются кратер Фокилид на северо-западе; кратер Шиллер на северо-востоке; кратер Вейгель на востоке; кратер Беттини на юге-юго-востоке и кратер Цукки примыкающий к кратеру Сегнер на юге-юго-западе. Селенографические координаты центра кратера 58°58′ ю. ш. 48°41′ з. д. / 58,96° ю. ш. 48,68° з. д., диаметр 67,8 км, глубина 1500 м.
Кратер Сегнер имеет полигональную форму и значительно разрушен. Вал сглажен, в северной части разорван нешироким проходом, восточная часть вала сформирована в гористой местности. Один из пиков в восточной части вала достигает высоты 2400 м над окружающей местностью. От северно-западной части вала в северном направлении отходит широкий хребет. Южная-юго-западная часть вала примыкает к валу кратера Цукки. Дно чаши кратера пересеченная, в северо-западной части отмечена множеством мелких кратеров и более ровная. В центре чаши расположено невысокое поднятие местности, с северной соторны к нему примыкает приметный чашеобразный кратер.
Кратер расположен в юго-западной части образования неофициально именуемого бассейн Шиллер-Цукки.

## Сателлитные кратеры

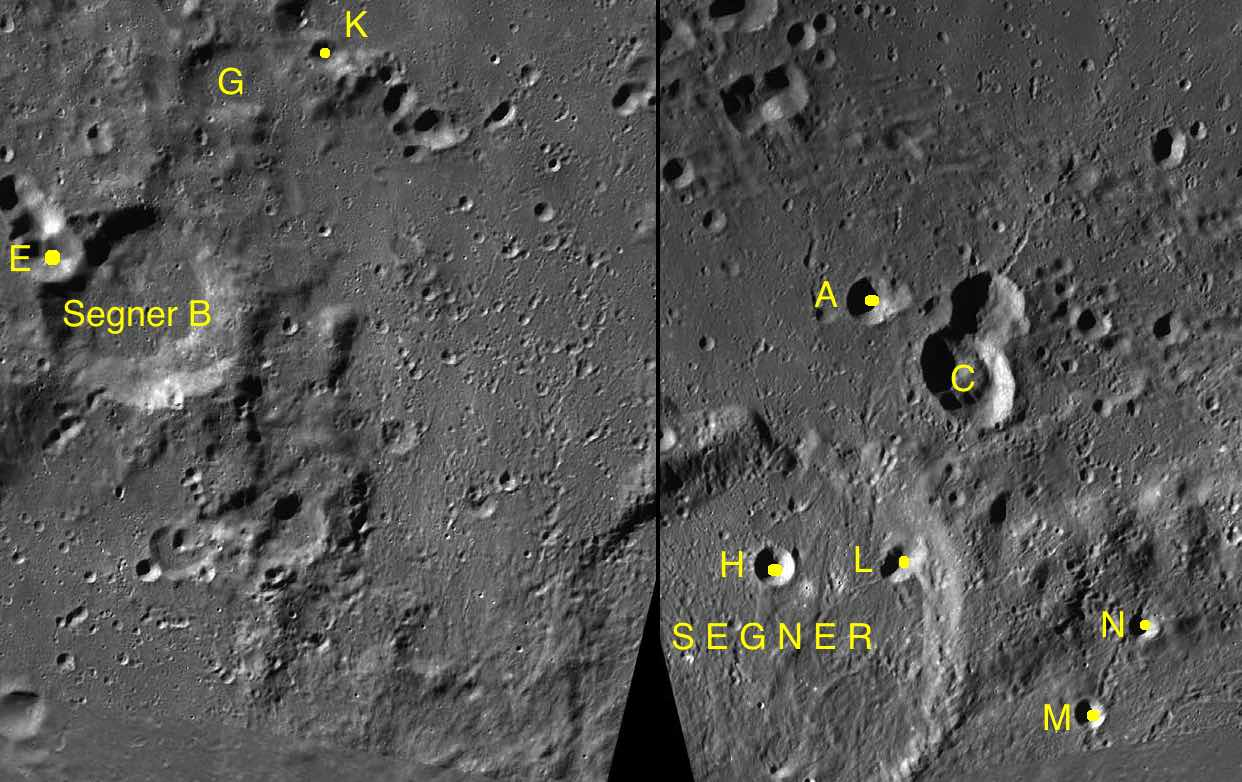
Фрагменты карт LAC-124, LAC-125.

| Сегнер | Координаты                                            | Диаметр, км |
| ------ | ----------------------------------------------------- | ----------- |
| A      | 57°16′ ю. ш. 47°02′ з. д. / 57,27° ю. ш. 47,03° з. д. | 8,5         |
| B      | 57°44′ ю. ш. 55°56′ з. д. / 57,74° ю. ш. 55,94° з. д. | 36,1        |
| C      | 57°48′ ю. ш. 46°12′ з. д. / 57,8° ю. ш. 46,2° з. д.   | 18,7        |
| E      | 57°29′ ю. ш. 57°00′ з. д. / 57,48° ю. ш. 57° з. д.    | 11,2        |
| G      | 56°23′ ю. ш. 55°34′ з. д. / 56,39° ю. ш. 55,57° з. д. | 12,5        |
| H      | 58°38′ ю. ш. 48°37′ з. д. / 58,64° ю. ш. 48,61° з. д. | 7,1         |
| K      | 56°10′ ю. ш. 54°28′ з. д. / 56,17° ю. ш. 54,46° з. д. | 7,0         |
| L      | 58°46′ ю. ш. 47°19′ з. д. / 58,76° ю. ш. 47,31° з. д. | 6,2         |
| M      | 59°47′ ю. ш. 45°29′ з. д. / 59,78° ю. ш. 45,49° з. д. | 5,3         |
| N      | 59°20′ ю. ш. 44°44′ з. д. / 59,34° ю. ш. 44,74° з. д. | 5,1         |

## См.также
- Список кратеров на Луне
- Лунный кратер
- Морфологический каталог кратеров Луны
- Планетная номенклатура
- Селенография
- Минералогия Луны
- Геология Луны
- Поздняя тяжёлая бомбардировка